# Haukipudas
Haukipudas (prononcé en finnois : /ˈhɑu.ki.ˌpu.dɑs/) est une ancienne municipalité du nord-ouest de la Finlande, dans la région d'Ostrobotnie du Nord. Au 1er janvier 2013, elle a fusionné avec Oulu et a formé le district de Haukipudas et le district de Kello.
Comme pour beaucoup de paroisses finlandaises, le plus vieux bâtiment est l'église, terminée en 1762.

## Géographie

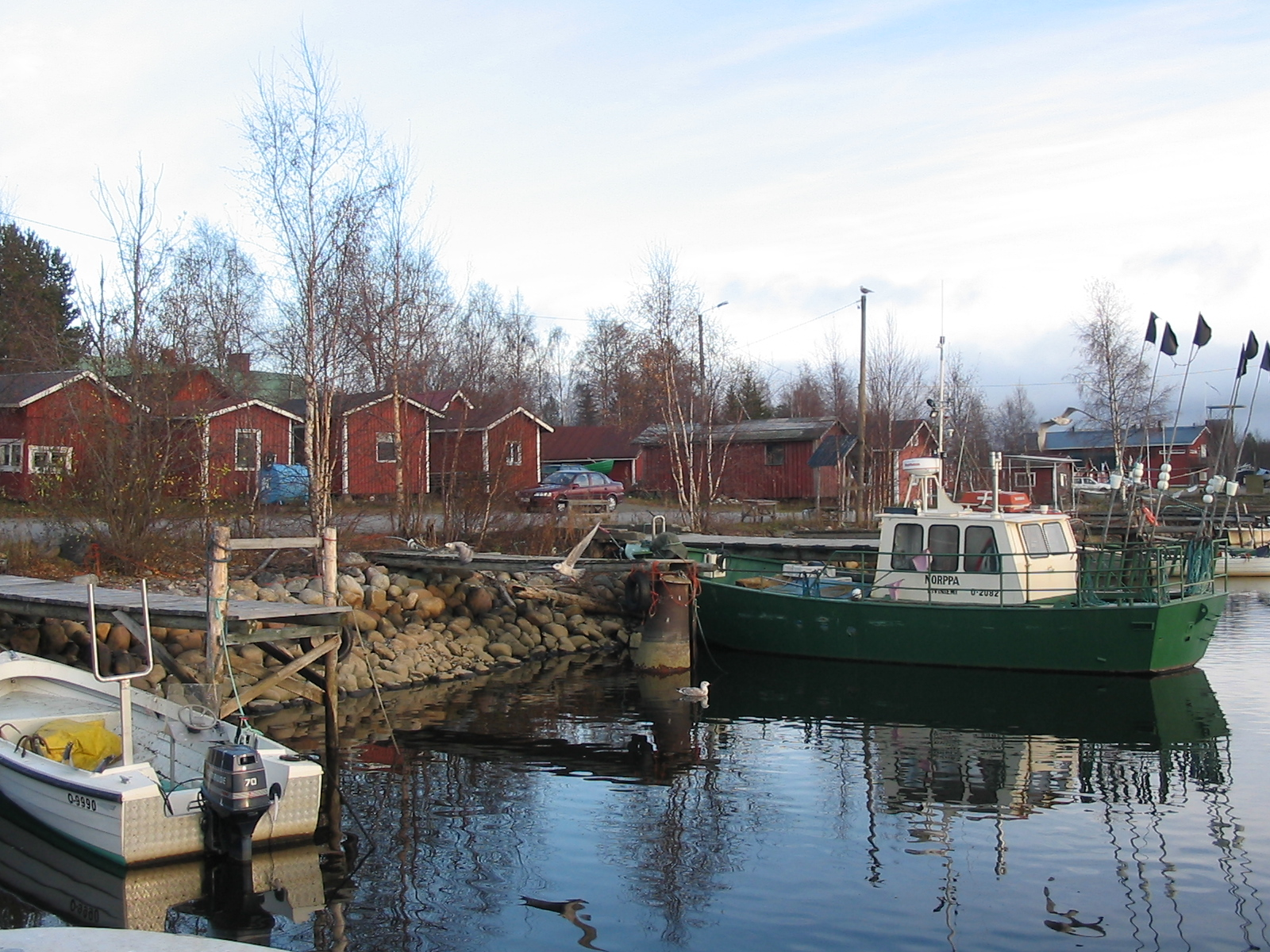
port de pêche de Kiviniemi

La commune fait partie de la banlieue nord d'Oulu. Elle est baignée par le Golfe de Botnie, au niveau de l'embouchure de la rivière Kiiminkijoki. La côte est basse et sablonneuse, avec en mer de grands bancs de sable et petites îles. Le reste de la commune est pratiquement totalement plat.
La commune est formée à la fois de villages ruraux et de zones rurbaines sans grande unité. Le principal centre de population est aussi le centre administratif ; il regroupe un peu plus du tiers des habitants de la municipalité et se situe à 22 km du centre d'Oulu.
Haukipudas est traversée par le principal axe routier nord-sud de Finlande, la nationale 4 (E75), autoroutière sur toute la traversée de la municipalité.

## Personnalités
C'est la commune de naissance de la skieuse de fond Riitta Liisa Roponen et de la chanteuse pop Lea Laven.

## Jumelages
- Cēsis (Lettonie)
- Steinheim (Allemagne)
- Szigetszentmiklós (Hongrie)
- Specchia (Italie)
- Kronstadt (Russie)
- Busko-Zdrój (Pologne)